# DSRC
As comunicações dedicadas de curto alcance (do inglês, Dedicated short-range communications) ou DSRC, são canais de comunicação sem fio unidirecionais ou bidirecionais de curto à médio alcance, projetados especificamente para uso automotivo e um conjunto correspondente de protocolos e padrões.

## História
Em outubro de 1999, a Federal Communications Commission (FCC) dos Estados Unidos alocou 75 MHz de espectro na faixa de 5,9 GHz a ser utilizada por sistemas de transporte inteligentes (ITS). Em agosto de 2008, o Instituto Europeu de Normas de Telecomunicações (ETSI) alocou 30 MHz de espectro na faixa de  5,9 GHz para ITS.
Em 2003, foi usado na Europa e no Japão em cobrança eletrônica de pedágio . Os sistemas DSRC na Europa, Japão e EUA não são mutuamente compatíveis e incluem algumas variações muito significativas (5,8 GHz, 5,9 GHz ou mesmo infravermelho, taxas de transmissão diferentes e protocolos diferentes).  
O esquema Electronic Road Pricing (ERP) de Cingapura planeja usar a tecnologia DSRC para medição de uso de estradas (ERP2) para substituir seu método de pórtico suspenso ERP1.
Em junho de 2017, o Departamento de Transporte de Utah demonstrou com sucesso um sistema DSRC de Trânsito na SR-68 (Redwood Road) por 17,7 quilômetros, de 400 Sul em Salt Lake City, a 8020 Sul na cidade de West Jordan. Isto foi em parceria com a Autoridade de Trânsito de Utah. Vários ônibus da UTA Transit foram equipados com o equipamento DSRC para permitir extensões de tempo de ciclo de sinal se o ônibus estivesse atrasado.
Outras possíveis aplicações foram
- Sistema de aviso de emergência para veículos
- Controle de Cruzeiro Adaptativo Cooperativo
- Aviso de colisão dianteira cooperativa
- Prevenção de colisão em interseção
- Aviso de emergência de aproximação de veículo (Ondas Azuis)
- Inspeção de segurança veicular
- Prioridade do sinal de trânsito ou emergência do veículo
- Pagamento eletrônico de estacionamento
- Remoção de veículos comerciais e inspeções de segurança
- Assinatura no veículo
- Aviso de capotamento
- Coleta de dados da sonda
- Aviso de interseção rodo-ferroviário
- Cobrança eletrônica de pedágio

Outros protocolos sem fio de curto alcance são IEEE 802.11, Bluetooth e CALM .

## Padronização
A organização europeia de padronização European Committee for Standardisation (CEN), por vezes em cooperação com a Organização Internacional de Normalização (ISO), desenvolveu alguns padrões DSRC:
- EN 12253: 2004 Comunicação Dedicada de Curto Alcance – Camada física usando microondas a 5,8 GHz (revisão)
- EN 12795: 2002 Comunicação Dedicada de Curto Alcance (DSRC) – Camada de link de dados do DSRC: acesso médio e controle de link lógico (revisão)
- EN 12834: 2002 Comunicação Dedicada de Curto Alcance – Camada de aplicação (revisão)
- EN 13372: 2004 Comunicação Dedicada de Curto Alcance (DSRC) – Perfis DSRC para aplicações RTTT (revisão)
- Coleta eletrônica de taxas EN ISO 14906: 2004 – Interface do aplicativo

Cada padrão aborda diferentes camadas na pilha de comunicação do modelo OSI .